# Windsor-Kürbis-Regatta

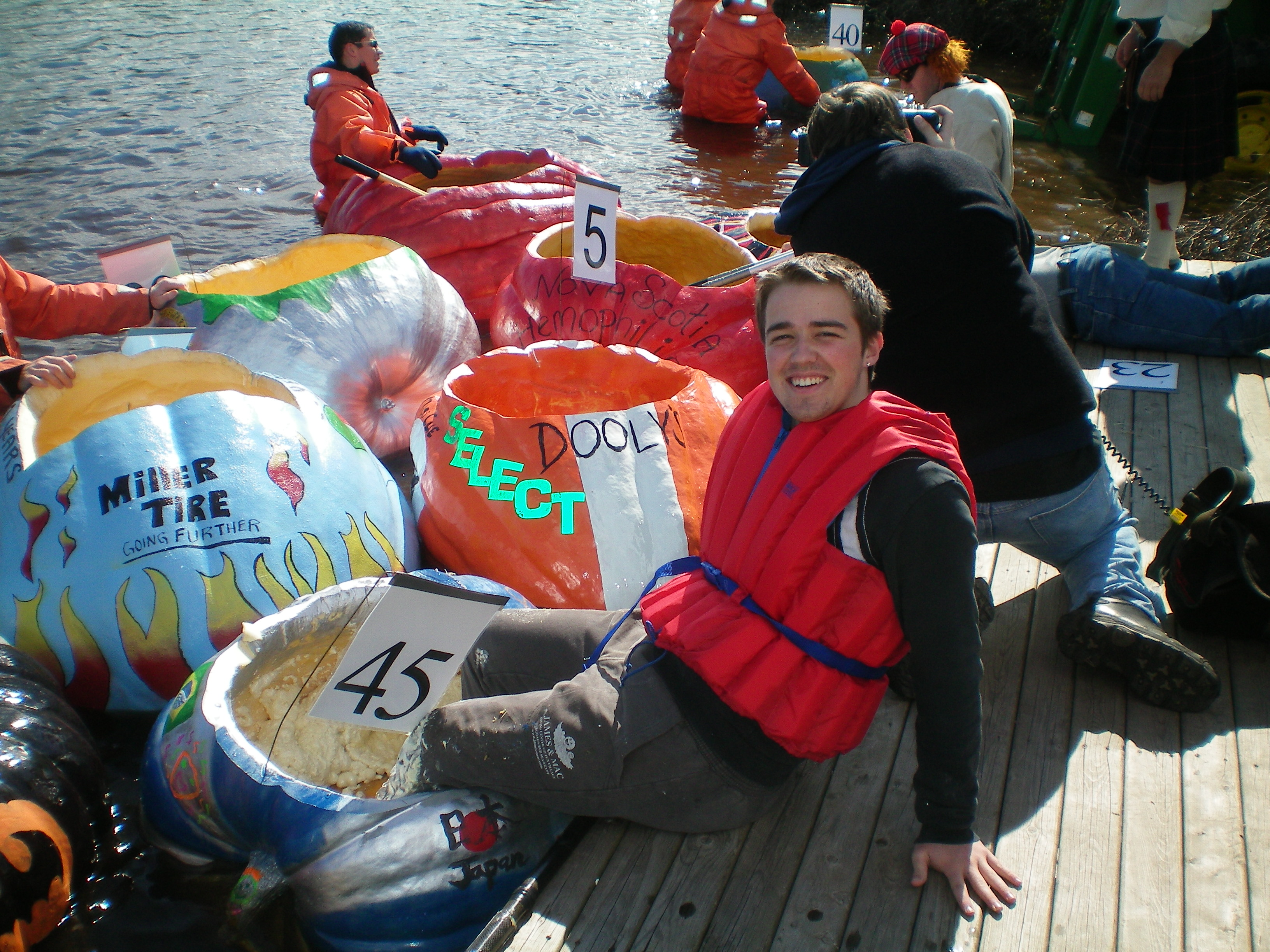
Windsor Pumpkin Regatta

Die Windsor-Kürbis-Regatta (engl. Windsor Pumpkin Regatta) ist eine jährlich in der kanadischen Stadt Windsor ausgetragene Kanuregatta, in der Sportler in unterschiedlich bemalten Riesenkürbissen gegeneinander antreten. Jedes Jahr im Oktober versuchen 1 bis 2 Personen pro Kürbis als erstes über den Lake Pesaqid zu gelangen. Die zu bewältigende Strecke beträgt ca. 800 Meter.
Das Rennen wurde 1999 von Danny Dill ersonnen, dessen Vater Howard eine Kürbisplantage betreibt. Howard Dills Kürbisse erreichen ein Gewicht von bis zu 600 kg. Jedes Jahr suchen sich verschiedene an einer Teilnahme interessierte Gruppen einen der Kürbisse aus. Diese werden dann ausgehöhlt und bemalt. Im Jahr 2008, dem 10-jährigen Jubiläum, gab es zum Beispiel einen schottischen Kürbis, verschiedene Kürbisse als Werbungsträger, einen Austauschschüler-Kürbis u.v.m.
Bekanntester Teilnehmer in der 10-jährigen Geschichte des Rennens ist Leo Swinamer, der bereits sechs Rennen gewinnen konnte. Bei seinem letzten Sieg am 14. Oktober 2007 war er 73 Jahre alt.
Das Rennen ist international bekannt und die Regatta wird von Jahr zu Jahr stärker besucht. Im Jahr 2008 kamen 10.000 Zuschauer, um 60 Teams in Kürbissen über den See paddeln zu sehen.
Das Rennen selbst beinhaltet drei verschiedene Klassen; motorbetrieben, experimentell und normales Paddeln. Nicht in allen Klassen gibt es jedes Jahr Kürbisse. Die beliebteste ist die normale Paddel-Klasse.
Das Rennen hat eine größere Bekanntheit erreicht, nachdem im Jahr 2005 die bekannte US-amerikanische TV-Moderatorin Martha Stewart verkündet hatte, am Rennen teilnehmen zu wollen. Aufgrund einer fehlenden Einreiseerlaubnis nach Kanada (wegen einer Steueraffäre) ging sie letztlich allerdings doch nicht an den Start.